# Про обов'язок не коритися державі
Про обов'язок не коритися державі (англ. On the Duty of Civil Disobedience), або також знана як громадянська непокора (англ. Civil Disobedience) - це есе Генрі Девіда Торо, вперше надруковане у 1849 році. Початкова назва - "Опір цивільній владі", але в першому виданні - "Громадянська непокора", а згодом - "Про обов'язок не коритися державі". 

## Історія
З 1834 року Торо читав лекції в середній школі у своєму рідному місті Конкорд. Рукопис цього нарису він прочитав там 26 січня 1848 року. Лекція була надрукована наступного року в першому і єдиному номері журналу "Естетичні записки" (Aesthetic Papers). Конкретним приводом для написання тексту став арешт Торо, який стався через те, що він відмовився сплатити виборчий податок, який підлягав сплаті протягом чотирьох років. Він міг заплатити, але відмовився і був ув'язнений. Наступного дня хтось із його родичів сплатив борг тюремнику від його імені, і Торо був звільнений. 

## Зміст
Написане в часи американського завоювання та рабовласницької політики, есе Торо закликає підкорятися позитивним законам держави лише в тому випадку, якщо вони збігаються з особистою моральною оцінкою. Він пропагує право совісті моралі проти несправедливості в умовах демократії висловлюваннями на кшталт: "Але якщо закон такий, що обов'язково робить тебе рукою несправедливості стосовно іншого, то, кажу, порушуй закон. Зробіть своє життя противагою, щоб зупинити машину. У будь-якому випадку, я повинен стежити за тим, щоб не опускатися до несправедливості, яку я засуджую". Він також звинувачує громадянську службу в тому, що вона віддано служить державі, не прислухаючись до власного серця. 
Ще одна критика Торо стосується принципу більшості в демократіях, "що некваліфікована більшість може вирішувати несправедливі права, і що рішення більшості не означає, що було прийнято найкраще рішення". Він закликає до індивідуального права на свободу совісті, а не до некритичного слідування рішенням більшості. 
Ці заклики до громадянської непокори державі з міркувань совісті надихнули ідеї ненасильницького спротиву Ґанді та Мартіна Лютера Кінга. Французький рух опору під час Другої світової війни також надихався цим читанням. 

## Екранізація
У 2012 році на екрани вийшов відзначений нагородами португальський вестерн Солом'яний шлях. Сценарій, написаний режисером Родріго Арейас, заснований на есе Торо.